# نشان دهید، نگویید
نشان دهید، نگویید توصیه‌ای است که به نویسندگان رمان می‌شود که هنگام نوشتن داستان‌ها، به‌جای توضیح، توصیف و خلاصه‌سازی راوی داستان، به خواننده امکان تجربهٔ مستقیم و استنتاج شخصی از طریق بیان رفتار، کلام، تفکرات و احساسات شخصیت داستان را بدهند.

## مثال‌ها
هنگام اِعمالِ «نشان دهید، نگویید»، نویسنده شخصیت داستان را به‌وسیلهٔ آنچه شخصیت می‌گوید و انجام می‌دهد آشکار می‌سازد. نشان دادن می‌تواند توسط ابزارهای مختلفی انجام شود:
- خلق صحنه
- توصیف رفتار یک شخصیت
- آشکارکردن شخصیت از طریق گفتگوی شخصیت با دیگران
- استفادهٔ حداکثر از حواس پنجگانه

به‌جای گفتن اینکه
خانم احمدی خیلی فضول بود و دربارهٔ همسایگانش شایعه‌سازی و خبرکشی می‌کرد.
نویسنده می‌تواند نشان دهد که
با خاموش‌کردن تدریجی برق‌ها، خانم احمدی بهتر می‌توانست از پنجره، ماشین بنزی را که داشت مقابل درِ همسایه‌اش، خانم اکبری، پارک می‌کرد زیرنظر داشته باشد. او موقعیتش را عوض کرد تا بتواند مرد بلند و چهارشانه‌ای را که از ماشین خارج می‌شد و به سمت درِ همسایه می‌رفت بهتر ببیند. مرد زنگ را زد، و وقتی خانم اکبری در را باز کرد، مرد غریبه را با روبوسی به درون خانه دعوت کرد. خانم احمدی با سرعت و نفس‌نفس‌زنان به سمت تلفن دوید.
«مریم، اگر بهت بگویم که الان چی دیدم، باور نمی‌کنی» خانم اکبری سرش را خم کرد که ببیند آیا آن مرد هنوز درون خانه است.